# Pacto de Sant Gervasi
El Pacto de Sant Gervasi o Pacto de San Gervasio fue una alianza electoral acordada entre el Partido Republicano Radical (PRR) y la Unión Federal Nacionalista Republicana (UFNR) para las elecciones legislativas españolas del 8 de marzo de 1914. Los resultados adversos de la alianza electoral marcarían su pronta desaparición. 

## Contexto histórico
Cuando el gobierno de Eduardo Dato convocó las elecciones generales, el republicanismo catalán se encontraba en crisis; la Unión Federal Nacionalista Republicana estaba muy debilitada por las derrotas del año anterior y dividida entre, un sector liberal representado por Pedro Corominas y el ala izquierda obrerista de Francesc Layret, no consiguiendo atraer el potencial electorado de izquierda, los trabajadores. Los radicales de Alejandro Lerroux también perdían la base obrera y se veían empujados hacia la derecha. Ambos partidos buscaron la ayuda mutua ante el ascenso de la Lliga Regionalista. 
Jaime Carner y Pedro Corominas negociaron con los dirigentes radicales, en la casa que Hermenegildo Giner de los Ríos tenía en San Gervasio (Barcelona). El manifiesto electoral, que reunía los dos partidos en una Junta de Defensa Republicana, proponía un programa común de lucha contra la guerra de Marruecos, contra la monarquía y contra la Lliga de Catalunya, con ligeras alusiones favorables a la autonomía catalana. El pacto fue firmado el 6 de febrero de 1914, siendo firmado por los radicales Hermenegildo Giner de los Ríos, Alejandro Lerroux y Emiliano Iglesias, y los catalanistas Pedro Corominas, Juan Moles Ormella, S. Albert, Frederic Rodara y Joaquín Salvatella. 
El pacto provocó una inmediata oleada de bajas a la UFNR (la redacción del El Poble Català en bloque), y además los resultados de las elecciones fueron muy adversos: de veinte candidatos en toda Cataluña, sólo siete consiguieron el acta, dos radicales y cinco nacionalistas. Más grave fue la defección de la Unión por parte de los elementos más nacionalistas. Figuras relevantes como Francesc Layret, Gabriel Alomar o Marcelino Domingo abandonaron la UFNR.
Como resultado, en 1914 la Unión Federal Nacionalista Republicana se hundió definitivamente como alternativa política y aglutinante del catalanismo de izquierdas, y la Lliga de Catalunya no tuvo casi ninguna oposición política de peso hasta la dictadura de Miguel Primo de Rivera.